# Andreas Schmidt
Andreas Schmidt (ur. 14 września 1973 w Berlinie) – niemiecki piłkarz występujący na pozycji obrońcy lub defensywnego pomocnika w Hercie BSC.
Do lutego 2008 zagrał w 275 meczach w Bundeslidze, w których 18 razy strzelił gola. Zaliczył również 12 spotkań w Champions League.
Występował w młodzieżowych reprezentacjach Niemiec, a także 4-krotnie zagrał w kadrze A.